# Barun (fiume)
Il fiume Barun (in nepalese: बरुण नदी) è un affluente del fiume Arun che fa parte del sistema fluviale del Kosi in Nepal.

## Sistema fluviale Kosi
ll Kosi o Sapt Kosi drena il Nepal orientale. È conosciuto come Sapt Koshi a causa dei sette fiumi che si uniscono nel Nepal centro-orientale per formare questo fiume. I fiumi principali che formano il sistema Kosi sono: Sun Kosi, Indravati, Bhote Koshi, Dudh Kosi, Arun, Barun e il fiume Tamur. Il fiume combinato scorre attraverso la gola di Chatra in direzione sud per emergere dalle colline.

## Corso
Il fiume Barun nasce dal ghiacciaio Barun alla base del Makalu, una delle vette che superano gli ottomila metri di altezza. Il fiume gela in inverno e in estate le inondazioni nella valle del Barun sono inevitabili, anche se perdono gran parte della loro potenza e dei loro sedimenti passando attraverso due ampie zone pianeggianti.
Il fiume è anche conosciuto come Chukchuwa nella lingua locale Kirat. Gli studi hanno dimostrato che questo luogo era stato inizialmente abitato da Yakkha e Limbu.

## Osservazione degli uccelli
La parte più alta della valle del Barun è tra le più ricche di uccelli in Nepal, grazie al fatto che è praticamente incontaminata dall'uomo. Gli appassionati di birdwatching hanno visitato raramente la regione perché non è facilmente accessibile, oltre che a non esserci rifugi per escursionisti all'interno del parco nazionale del Makalu-Barun. Esiste però una piccola casa da tè a Langmale (vicino al campo base) gestita da una terza generazione originaria dell'alta valle del Barun. Nel tentativo di controllare e consolidare l'impatto del campeggio, l'installazione di tende è consentita solo nei campeggi designati.